# Col de Somosierra
Le col de Somosierra est un col routier espagnol d'une altitude de 1 445 m, situé dans la sierra de Guadarrama entre la communauté de Madrid et la Castille-et-León. Il est traversé par l'autoroute espagnole A-1.